# Gare de Hatori
La gare de Hatori (羽鳥駅, Hatori-eki) est une gare ferroviaire de la ville d'Omitama, dans la préfecture d'Ibaraki au Japon. La gare est exploitée par la compagnie JR East.

## Situation ferroviaire
Hatori est située au point kilométrique (PK) 86,5 de la ligne Jōban.

## Histoire
La gare de Hatori a été inaugurée le 1er décembre 1895.

## Service des voyageurs

### Accueil
La gare dispose d'un bâtiment voyageurs, avec guichets, ouvert tous les jours.

### Desserte
- Ligne Jōban :
  - voies 1 et 2 : direction Tomobe, Mito et Iwaki
  - voies 2 et 3 : direction Tsuchiura, Abiko et Ueno (interconnexion avec la ligne Ueno-Tokyo pour Tokyo et Shinagawa)